# John Bull (lokomotiv)

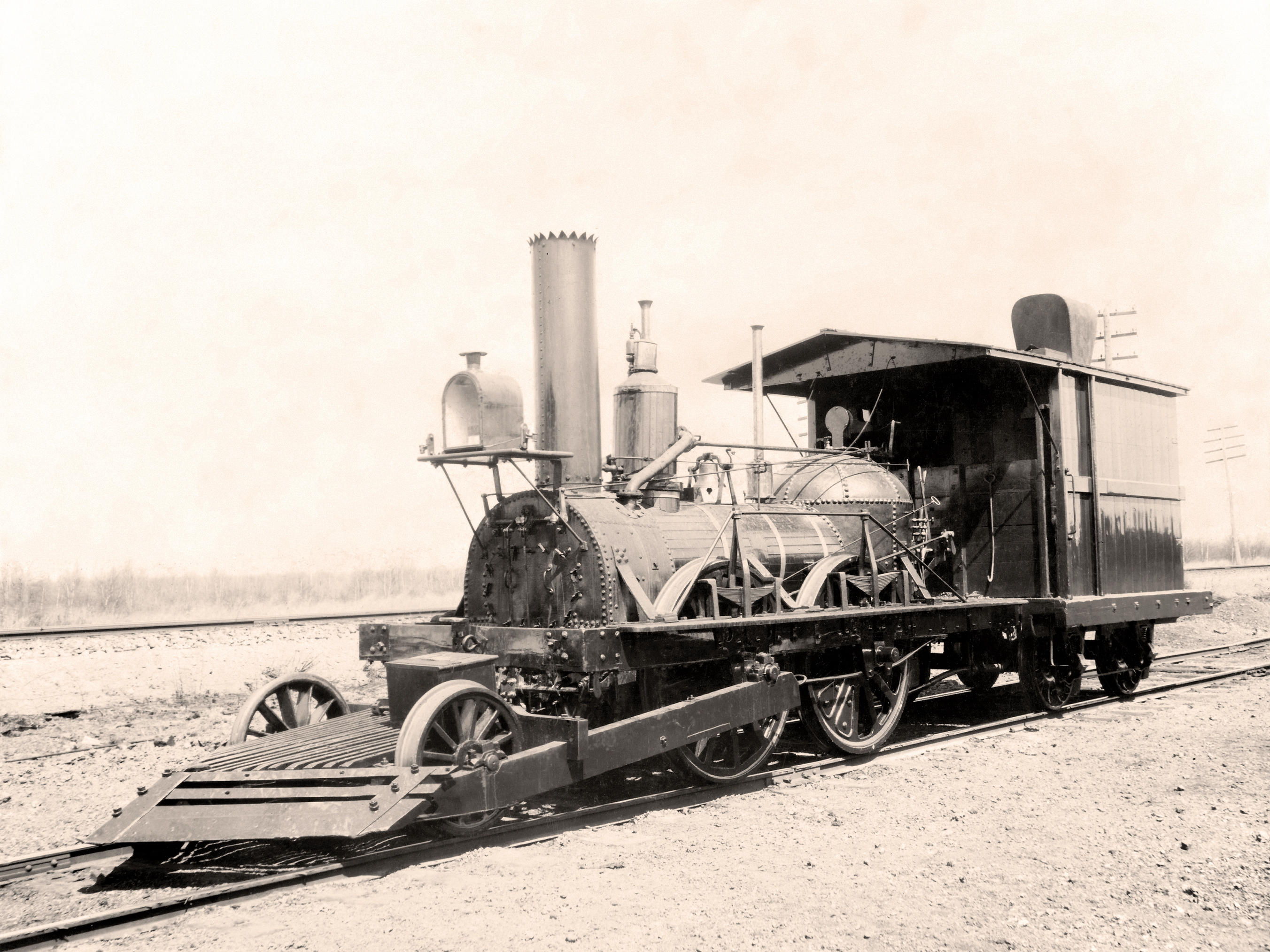
John Bull, 1895.

John Bull är ett brittiskbyggt ånglok som gick i trafik i USA. Loket tillverkades 1831 av Robert Stephenson and Company och sattes i trafik i New Jersey. Dess namn var först Stevens, men de som körde loket kallade det John Bull, efter den engelska figuren John Bull. Lokets axelföljd är 0-4-0, och ångpannan eldas med ved.
Det gick i reguljär trafik i USA fram till 1866, de sista åren som växellok. Det visades sedan upp vid olika sammanhang fram till 1884 då det donerades till Smithsonian Institution. Loket lånades ut och kördes sedan vid speciella tillställningar 1893 och 1927.
I samband med lokets 150-årsdag 1981 bestämde sig Smithsonian Institution för att köra loket. Det hade då vilat i mer än 40 år, men mekaniken ansågs vara i hyfsat skick, och det gick att få reducerat tryck i pannan vilket var tillräckligt för att köra det. I och med detta blev John Bull det äldsta fungerande ångloket i världen.
John Bull finns idag på National Museum of American History i Washington D.C.. Det finns även en körbar kopia av loket byggd 1939 som kan ses på Railroad Museum of Pennsylvania.